# フルーレット
フルーレット（仏: Fleurette）は、日本の女性アイドルグループである。滋賀県草津市にある「株式会社フレンド滋賀」所属。2014年5月18日に活動を開始する。グループ名はフランス語で「小さな花」という意味。一つ一つは小さな花でも、全員集まれば大輪になり、全国の人々に笑顔と元気を与えようという願いを込めて付けられている。コンセプトは「正統派王道アイドル」。ライブ中の写真撮影は可能（動画撮影は不可）で、その写真をSNSで拡散してもらう等の施策を行っている。2020年9月30日、メンバー全員が卒業し解散した。

## 略歴
2014年
- 05月18日、活動を開始する。フォレオ大津一里山で開催の「第1回定例ライブ」を開催。新曲「めっちゃ☆SUMMER DAYS」を初披露する。
- 06月26日、「近江鉄道株式会社」が指定管理者を務める「草津市立水生植物公園みずの森」と「八幡山ロープウェー」、新名神高速道路「土山サービスエリア」のイメージガールズとしてバスやロープウェーのラッピングに登場する。
- 07月12日、びわ湖放送の「高校野球ハイライト2014」コーナーソングに「ファイト！ファイト！ファイト！」が採用される。
- 07月20日、「日本赤十字社滋賀県赤十字血液センター びわ湖草津献血ルーム」の「献血キャンペーン」のキャンペーンガールを務める。「めっちゃ☆SUMMER DAYS」がCMソングとして採用される。
- 08月07日、滋賀県草津市のPR集団「KUSATSU BOOSTERS」のメンバーとして発表される。ブースターズナンバーは「2番」[1][2]
- 11月29日、滋賀県警「近江八幡警察署」の特命大使に任命される[3][4]。

2015年
- 05月03日、第1回 関西アイドルグランプリ優勝。初代関西アイドルクイーンに選ばれる。
- 07月11日、びわ湖放送の「高校野球ハイライト2015」コーナーソングに「充実エブリデイ!!!!!!!」が採用される。

2016年
- 02月10日、びわ湖放送「キラリん滋賀」番組内で生ライブを披露する。
- 07月09日、びわ湖放送の「高校野球ハイライト2016」コーナーソングに「SMILE STEP」が採用される。
- 07月18日、テレビ朝日ミュージック主催「愛踊祭2016」のWEB予選（二次審査）の最終結果発表で関西エリア第1位で通過する[5]。
- 08月02日、テレビ朝日ミュージック主催「愛踊祭2016」のエリア代表決定戦（三次審査）で関西エリアで第1位を獲得する[6]。
- 09月10日、TOKYO DOME CITY HALLで開催のテレビ朝日ミュージック主催「愛踊祭2016」決勝大会に関西エリア代表で出演する[7]。
- 012月23日、びわ湖放送「キラリん滋賀」番組内で生ライブを披露する。

2017年
- 01月01日、びわ湖放送特別番組「夢を追い駆ける9つの花～未来へのSTEP～滋賀県発！アイドルユニット『フルーレット』3rd Anniversary LIVE」が放送される。
- 02月27日、NEC presents MBSラジオ「関西アイドルバレンタインLIVE」が放送される。
- 03月01日、滋賀県草津市のふるさと納税の謝礼品に登場する[8]。
- 03月01日、東海道本線草津駅のデジタルサイネージに登場する。
- 03月03日、「TIF2017全国選抜LIVE powered by ニッポン放送」の二次選考「仮想ライブ空間SHOWROOM」での一般公開オーディションを近畿ブロック第1位で通過する[9]。
- 04月09日、ROCKTOWNで開催の「TIF2017全国選抜LIVE powered by ニッポン放送」近畿ブロック最終選考ライブで優勝し、近畿ブロック代表となり「TOKYO IDOL FESTIVAL2017」出演権を獲得する[10][11]。
- 04月15日、名古屋市北文化小劇場ホールで開催の「第4回アイドルソロクイーンコンテスト中部地区予選大会」で辻梨央がBブロック、外川ひば里がCブロックで1位を獲得し、那須雅がAブロック、竹村凛がBブロックで3位を獲得する[12][13]。
- 05月6日、7日、渋谷さくらホールで開催の「第4回アイドルソロクイーンコンテスト」で外川ひば里が準々決勝、辻梨央、那須雅が準決勝に出場する[14][15]。
- 06月21日、日本テレビ主催の「汐留ロコドル甲子園2017」WEB予選を第1位で通過する。
- 07月07日、テレビ朝日ミュージック主催「愛踊祭2017」のWEB予選（二次審査）の最終結果発表で関西エリア第1位で通過する。
- 07月09日、びわ湖放送の「高校野球ハイライト2017」コーナーソングに「SMILE STEP」が採用される。
- 08月01日、NHK大津放送局の「おうみ発630」番組内で追跡取材が放送される[16]。
- 08月08日、テレビ朝日ミュージック主催「愛踊祭2017」関西エリア代表決定戦（三次審査）で優勝する[17]。
- 08月12日、日本テレビ主催の「汐留ロコドル甲子園2017」準決勝（第3試合）で第1位を獲得する。
- 08月26日、日本テレビ主催の「汐留ロコドル甲子園2017」決勝戦で優勝する[18][19]。
- 09月02日、TOKYO DOME CITY HALLで開催のテレビ朝日ミュージック主催「愛踊祭2017」決勝大会に関西エリア代表で出場する。

2018年
- 02月06日、「TIF2018全国選抜LIVE powered by ニッポン放送」の二次（SHOWROOM）選考 近畿ブロックを第1位で通過する。
- 04月08日、ROCKTOWNで開催の「TIF2018全国選抜LIVE powered by ニッポン放送」近畿ブロック最終選考ライブで2年連続優勝し、近畿ブロック代表となり「TOKYO IDOL FESTIVAL2018」出演権を獲得する[20]。
- 04月21日、大阪東成区民センター小ホールで開催の「第5回アイドルソロクイーンコンテスト関西地区予選大会」で辻梨央がAブロック、涼賀あかりがBブロック、那須雅がDブロックで1位を獲得し、赤田陽菜がAブロックで3位を獲得し、準々決勝へ進む。
- 05月04日、なかのZERO小ホールで開催の「第5回アイドルソロクイーンコンテスト準々決勝」で辻梨央、涼賀あかり、那須雅、赤田陽菜が準決勝へ進む。
- 05月05日、渋谷さくらホールで開催の「第5回アイドルソロクイーンコンテスト準決勝」で辻梨央、那須雅、赤田陽菜が決勝へ進む。
- 07月08日、びわ湖放送の「高校野球ハイライト2018」コーナーソングに「未完成ガールズ」が採用される。
- 07月31日、テレビ朝日ミュージック主催の「愛踊祭2018」関西エリア代表決定戦で優勝する。
- 09月08日、TOKYO DOME CITY HALLで開催のテレビ朝日ミュージック主催「愛踊祭2018」決勝大会に関西エリア代表で出演する。
- 12月23日、王子つつじホールで開催の「第2回アイドルベストシンガーコンテスト」で那須雅が決勝へ進む。

2019年
- 07月09日、びわ湖放送の「高校野球ハイライト2019」コーナーソングに「ブルースター」が採用される。
- 08月09日、滋賀県の三日月大造県知事を表敬訪問する。

## メンバー
| 名前                       | 愛称   | 生年月日（年齢）       | 血液型 | 身長  | カラー   | 備考         |
| -------------------------- | ------ | ---------------------- | ------ | ----- | -------- | ------------ |
| 辻梨央 つじ りお           | りお   | 1998年7月16日（27歳）  | A      | 165cm | オレンジ | リーダー     |
| 涼賀あかり りょうが あかり | あかり | 1999年8月10日（26歳）  | B      | 164cm | 青       | サブリーダー |
| 清水満月 しみず まるな     | まるな | 2001年4月15日（24歳）  | A      | 153cm | 赤       |              |
| 那須雅 なす みやび         | みやび | 2000年6月19日（25歳）  | AB     | 158cm | 紫       |              |
| 岡田莉那 おかだ りな       | りな   | 2001年11月30日（23歳） | O      | 160cm | 緑       |              |
| 赤田陽菜 あかだ ひな       | ひな   | 1999年1月10日（26歳）  | O      | 141cm | ピンク   |              |
| 北川歩乃海 きたがわ ほのか | ほのか | 2003年5月2日（22歳）   | B      | 162cm | 黄色     |              |

## 作品

### シングル
| #  | 発売日         | タイトル                                             | 販売形態 | 規格品番  | 備考                                                                              |
| -- | -------------- | ---------------------------------------------------- | -------- | --------- | --------------------------------------------------------------------------------- |
| 1  | 2014年4月2日   | 君色LOVE♥コネクション/ さよならまたいつか            | CD       | PMSF-1004 | 前身グループフリルフルールとして発売                                              |
| 2  | 2014年7月2日   | ファイト！ファイト！ファイト！/ めっちゃ☆SUMMER DAYS | CD       | PMSF-1006 | びわ湖放送「高校野球ハイライト2014」 日本赤十字社滋賀県赤十字血液センターCMソング |
| 3  | 2014年11月18日 | ハートの引力/ Not alone                              | CD       | PMSF-1007 |                                                                                   |
| 4  | 2015年7月7日   | ジャポポポネーゼ/ 充実エブリデイ!!!!!!!              | CD       | PMSF-1008 | びわ湖放送「高校野球ハイライト2015」                                              |
| 5  | 2016年1月19日  | Shining Dream/ ナイショ♡ラバーズ                     | CD       | PMSF-1009 |                                                                                   |
| 6  | 2016年7月5日   | Oh!パッツンDAY/ SMILE STEP                           | CD       | PMSF-1010 | びわ湖放送「高校野球ハイライト2016」 「高校野球ハイライト2017」                   |
| 7  | 2017年4月28日  | お願いパティシエ/ 刹那Forever                        | CD       | PMSF-1011 |                                                                                   |
| 8  | 2018年5月22日  | 未完成ガールズ/ サンバing                            | CD       | PMSF-1012 | びわ湖放送「高校野球ハイライト2018」                                              |
| 9  | 2019年1月30日  | Goshu Ondo 〜輝く未来へ〜/ フルパっ！                | CD       | PMSF-1013 |                                                                                   |
| 10 | 2019年7月31日  | 勿忘草/ ブルースター                                 | CD       | PMSF-1014 | びわ湖放送「高校野球ハイライト2019」                                              |

### アルバム
| # | 発売日       | タイトル | 販売形態 | 規格品番  |
| - | ------------ | -------- | -------- | --------- |
| 1 | 2018年8月1日 | remake   | CD       | BSFS-1860 |

### 配信
| # | 発売日       | タイトル |
| - | ------------ | -------- |
| 1 | 2018年8月1日 | 虹の坂道 |

### 映像作品
| # | 発売日        | タイトル           | 販売形態 | 規格品番  |
| - | ------------- | ------------------ | -------- | --------- |
| 1 | 2014年2月26日 | さよならまたいつか | DVD      | PMSF-1005 |

## ライブ・イベント

### 2014年
| 日付     | 公演・イベント名                               | 会場                                                 | 備考                                       |
| -------- | ---------------------------------------------- | ---------------------------------------------------- | ------------------------------------------ |
| 4月20日  | KYOTO IDOL COLLECTION 2014 in Kyoto Sta.       | 京都府京都市・京都駅ビル大階段                       | 「ファイト！ファイト！ファイト！」を初披露 |
| 4月27日  | 草津宿場まつり                                 | 滋賀県草津市・天井川特設ステージ・アミカホール       |                                            |
| 5月18日  | 第1回定例ライブ                                | 滋賀県大津市・フォレオ大津一里山センターコート       | 「めっちゃ☆SUMMER DAYS」を初披露           |
| 5月25日  | 和歌山シーサイドアイドルフェス 2014            | 和歌山県和歌山市・和歌山マリーナシティ 特設会場      |                                            |
| 5月30日  | 高砂市制60周年記念イベント ご当地博            | 兵庫県高砂市・高砂市総合運動公園                     |                                            |
| 6月28日  | 第2回定例ライブ                                | 滋賀県彦根市・四番町スクエア                         |                                            |
| 7月12日  | LOVE BIWAKO カーニバル2014                     | 滋賀県近江八幡市・近江八幡市運動公園                 |                                            |
| 7月21日  | 京都アイドル音♬パレード                        | 京都府京都市・Zest御池                               |                                            |
| 8月2日   | 草津西口夏まつり in エイスクエア               | 滋賀県草津市・エイスクエア 特設会場                  |                                            |
| 8月7日   | KUSATSU BOOSTERS（草津ブースターズ）委嘱式     | 滋賀県草津市・草津市役所                             |                                            |
| 8月9日   | 大津アイドル夏祭り2014                         | 滋賀県大津市・旧大津公会堂                           |                                            |
| 8月23日  | 牛肉サミット2014                               | 滋賀県大津市・大津湖岸なぎさ公園 特設会場            |                                            |
| 8月23日  | かさやまふれあい夏まつり                       | 滋賀県草津市・笠山ふれあい広場                       |                                            |
| 8月30日  | 夏の読売祭り in 三井アウトレットパーク滋賀竜王 | 滋賀県竜王町・三井アウトレットパーク滋賀竜王         | 24時間テレビ                               |
| 8月30日  | TOTO夏祭り                                     | 滋賀県湖南市・TOTO 滋賀工場                          |                                            |
| 9月7日   | グリムMTBフェスティバルinひの2014              | 滋賀県日野町・グリム冒険の森                         |                                            |
| 9月13日  | 滋賀県産みずかがみ 京阪神地区デビューイベント  | 京都府城陽市・アルプラザ城陽 センターコート          |                                            |
| 9月14日  | 秋の感謝フェスタ                               | 滋賀県甲賀市・新名神高速道路土山サービスエリア       |                                            |
| 9月21日  | 湖国アイドルサミット                           | 滋賀県米原市・ジョイ伊吹                             |                                            |
| 9月28日  | 第3回定例ライブ                                | 滋賀県草津市・エイスクエア 特設会場                  |                                            |
| 10月4日  | アロハフラ in びわ湖                           | 滋賀県大津市・大津港シンボル緑地                     | 「ハートの引力」を初披露                   |
| 10月11日 | 『フルーレット』ハチャメチャ祭り               | 滋賀県大津市・フィガロホール                         |                                            |
| 10月18日 | 第4回定例ライブ                                | 滋賀県大津市・フォレオ大津一里山センターコート       |                                            |
| 10月25日 | 第90回龍谷祭                                   | 滋賀県大津市・龍谷大学 瀬田キャンパス                |                                            |
| 10月26日 | 第5回愛荘66かまど祭り                          | 滋賀県愛荘町・愛知川公民館前 特設会場                |                                            |
| 10月26日 | 第40回若鮎祭                                   | 滋賀県大津市・滋賀医科大学                           |                                            |
| 11月1日  | 和歌山シーサイドアイドルフェス2014             | 和歌山県和歌山市・和歌山マリーナシティ 特設会場      |                                            |
| 11月2日  | 第6回まの教ほほえみフェスタ                    | 滋賀県大津市・まの自動車教習所                       |                                            |
| 11月3日  | Hello,Idol Lovers!                             | 大阪府枚方市・くずはモール                           |                                            |
| 11月8日  | 第20回湖風祭                                   | 滋賀県彦根市・滋賀県立大学                           |                                            |
| 11月9日  | 湖南市元気市場                                 | 滋賀県湖南市・湖南市総合体育館                       |                                            |
| 11月29日 | 近江八幡警察署「歳末特別警戒出動式」           | 滋賀県近江八幡市・近江八幡警察署                     |                                            |
| 12月7日  | 『Sugar Party』DANCE!DANCE!!DANCE!!!           | 愛知県名古屋市・DAYTRIP                              |                                            |
| 12月21日 | 第5回定例ライブ                                | 滋賀県草津市・草津市立水生植物公園みずの森映像ホール |                                            |
| 12月29日 | 年末アイドル歌合戦!!                           | 東京都・TOKYO FM HALL                                |                                            |
| 12月30日 | FiveStars2014 FINAL                            | 東京都・新木場STUDIO COAST                           |                                            |

### 2015年
| 日付     | 公演・イベント名                                              | 会場                                                    | 備考                                                   |
| -------- | ------------------------------------------------------------- | ------------------------------------------------------- | ------------------------------------------------------ |
| 2月15日  | ウィンターフェスタ2015                                        | 滋賀県草津市・エイスクエア 特設会場                     | 日本赤十字社 滋賀県血液ルーム びわ湖草津献血ルーム主催 |
| 2月22日  | アイドルバンチ vol.8「AREA AREA」                             | 愛知県名古屋市・RAD HALL                                |                                                        |
| 4月18日  | 第6回定例ライブ                                               | 滋賀県大津市・フォレオ大津一里山センターコート          |                                                        |
| 4月25日  | スプリングライブ                                              | 滋賀県甲賀市・新名神高速道路土山サービスエリア          |                                                        |
| 5月3日   | 第一回 関西アイドルグランプリ                                 | 滋賀県大津市・旧大津公会堂                              | 優勝 初代関西アイドルクイーン                          |
| 5月4日   | スプリングライブ                                              | 滋賀県東近江市・アピア八日市 センターコート             | 二期生（ひな、さくらこ、あまね、ひな）初ライブ         |
| 5月23日  | スプリングライブ                                              | 滋賀県守山市・ピエリ守山 センターコート                 | 「ジャポポポネーゼ/充実エブリデイ!!!!!!!」を初披露     |
| 5月30日  | 和歌山アイドルフェスティバル2015                              | 和歌山県和歌山市・和歌山マリーナシティ 特設会場         |                                                        |
| 5月31日  | 第14回いきいきフェスタ                                        | 滋賀県近江八幡市・近江八幡市役所前駐車場                | 社会福祉法人きぬがさ福祉会主催                         |
| 6月7日   | かむカムフェスタ2015                                          | 滋賀県草津市・エイスクエア 特設会場                     | 草津栗東守山野洲歯科医師会主催                         |
| 6月28日  | DD プリンセス × フルーレット × OSAKA BB WAVE スリーマンライブ | 大阪府大阪市・BB Station                                |                                                        |
| 7月5日   | カンテレ♡ Idol Photo Session Live                             | 大阪府大阪市・関西テレビ1階カンテレ扇町スクエア         |                                                        |
| 7月20日  | Fleurette Summer Live 2015                                    | 滋賀県草津市・市立ロクハ公園                            |                                                        |
| 7月25日  | 日本電気硝子納涼祭2015                                        | 滋賀県長浜市・日本電気硝子高月工場                      |                                                        |
| 7月31日  | 汐留ロコドル甲子園2015                                        | 東京都・汐留日テレタワー                                |                                                        |
| 8月2日   | リニューアルフェスタ                                          | 滋賀県甲賀市・新名神高速道路土山サービスエリア          |                                                        |
| 8月9日   | EAT THE ROCK 2015                                             | 滋賀県竜王町・ドラゴンハット                            |                                                        |
| 8月19日  | 音霊OTODAMA SEA STUDIO 2015〜Girl`s Beach Memory              | 神奈川県鎌倉市・由比ヶ浜スタジオ                        |                                                        |
| 8月22日  | かさやまふれあい夏まつり                                      | 滋賀県草津市・かさやまふれあい広場                      |                                                        |
| 9月12日  | 第7回定例ライブ                                               | 滋賀県草津市・草津市立水生植物公園みずの森映像ホール    |                                                        |
| 9月20日  | らぽーるシニアウイーク企画『スギちゃん』爆笑ライブ            | 京都府舞鶴市・らぽーる                                  |                                                        |
| 9月21日  | アイドルバンチ vol.11                                         | 愛知県名古屋市・大須Dt.BLD                              |                                                        |
| 9月26日  | フルーレット×OSAKA BB WAVE×Miniature Garden スリーマンライブ  | 大阪府大阪市・BB Station                                |                                                        |
| 10月3日  | 生駒アイドルウェーブ                                          | 奈良県生駒市・近鉄生駒駅前 にぎわい広場ベルステージ     |                                                        |
| 10月10日 | フラフェスティバルinびわ湖2015                                | 滋賀県大津市・大津港 特設会場                           |                                                        |
| 10月11日 | ほんまもんバル×アイドルマルシェ in 道頓堀リバーウオーク       | 大阪府大阪市・リバーウオーク                            |                                                        |
| 10月18日 | 第6回びわこ1周オレンジリボンたすきリレーゴール地点イベント    | 滋賀県高島市・滋賀県立びわ湖こどもの国                  |                                                        |
| 10月25日 | 第7回まの教ほほえみフェスタ                                   | 滋賀県大津市・まの自動車教習所                          | まの自動車教習所（近江鉄道グループ）主催               |
| 11月8日  | 滋賀けんせつみらいフェスタ2015                                | 滋賀県大津市・大津港 特設会場                           | 滋賀県建設業協会主催                                   |
| 11月15日 | SEIKAサブカルフェスタ～IDOL JOY STAGE～                       | 京都府精華町・けいはんなプラザ 1Fアトリウム特設ステージ |                                                        |
| 11月22日 | 第5回みなくさまつり                                           | 滋賀県草津市・JR南草津駅西口広場                        |                                                        |
| 11月23日 | IDOL CLEAN LIVE IN OSAKA～東京CLEAR'S 1時間チャレンジライブ～ | 大阪府大阪市・BB Station                                |                                                        |
| 12月6日  | フルーレット ディセンバー ワンマンライブ 2015                 | 滋賀県草津市・イオンシネマ草津 映画館内                 |                                                        |
| 12月12日 | FM OSAKA presents MAWA LOOP2015                               | 大阪府大阪市・BRONZE                                    |                                                        |
| 12月13日 | MAWA LOOP2015 AFTER EDITION in VARON                          | 大阪府大阪市・心斎橋VARON                               |                                                        |
| 12月19日 | 第9回 地域で彩るコラボレーション                              | 滋賀県草津市・滋賀県立長寿社会福祉センター              |                                                        |
| 12月20日 | Link to Happiness vol.１                                      | 大阪府吹田市・ESAKA MUSE                                |                                                        |
| 12月23日 | 大津市歯科医師会親睦クリスマス会                              | 滋賀県大津市・琵琶湖ホテル                              | 大津市歯科医師会主催                                   |
| 12月27日 | 大阪らりあっと5                                               | 大阪府大阪市・club joule                                | ET-KING主催                                            |

### 2016年
| 日付     | 公演・イベント名                                                | 会場                                                          | 備考                                                           |
| -------- | --------------------------------------------------------------- | ------------------------------------------------------------- | -------------------------------------------------------------- |
| 2月10日  | びわ湖放送「キラりん滋賀」                                      | 滋賀県大津市・びわ湖放送                                      | びわ湖放送                                                     |
| 2月11日  | kusatsu♥Valentine 点灯式セレモニー&ハートフルライブ             | 滋賀県草津市・niwa+ ツリー付近特設ステージ                    | 草津市観光物産協会・草津市                                     |
| 4月10日  | 第9回定例ライブ                                                 | 滋賀県草津市・草津市立水生植物公園みずの森映像ホール          | りんか（四期生）初ライブ                                       |
| 4月17日  | Angel Stage Vol.59                                              | 大阪府大阪市・OSAKA RUIDO                                     |                                                                |
| 4月23日  | ハイパーあいどるフェス！！（テレビ公開収録）                    | 大阪府大阪市・ライブハウス一番星                              |                                                                |
| 4月29日  | アイドルトルネード                                              | 大阪府茨木市・フリースペース シャン                           |                                                                |
| 5月1日   | 大阪らりあっと6                                                 | 大阪府大阪市・club joule                                      | ET-KING主催・「Oh!パッツンDAY」を初披露                        |
| 5月3日   | スプリングライブ                                                | 滋賀県甲賀市・アルプラザ水口セントラルコート                  |                                                                |
| 5月5日   | スプリングライブ                                                | 滋賀県東近江市・アピア八日市セントラルコート                  |                                                                |
| 5月14日  | 木曽三川アイドルウェーブ～伊勢志摩サミット開催記念～            | 岐阜県海津市・国営木曽三川公園センター 屋外特設ステージ       |                                                                |
| 5月22日  | アイドルトルネード                                              | 大阪府枚方市・くずはモール南館                                |                                                                |
| 5月29日  | IDO-LIVE!!mode.8                                                | 大阪府大阪市・心斎橋VARON                                     |                                                                |
| 6月5日   | かむかむフェスタ2016                                            | 草津エイスクエア SARA専門店街イベント広場                     | 草津栗東守山野洲歯科医師会主催                                 |
| 6月19日  | ブルーメアイドルウェーブvol.3                                   | 滋賀農業公園・ブルーメの丘 村のエリア屋外特設ステージ         | 「SMILE STEP」を初披露                                         |
| 6月26日  | サマーライブ                                                    | イオン長浜店                                                  |                                                                |
| 7月3日   | 第10回定例ライブ                                                | 滋賀県彦根市・四番町スクエア                                  |                                                                |
| 7月10日  | Angel Stage Vol.62                                              | 大阪府大阪市・OSAKA RUIDO                                     |                                                                |
| 7月17日  | D’×NAGOYACHAYA SPECIAL LIVE Vol.3                               | 愛知県名古屋市・イオンモール名古屋茶屋                        |                                                                |
| 7月23日  | やすっこフェスタ2016                                            | 滋賀県野洲市・蓮池の里多目的公園                              |                                                                |
| 7月24日  | ファミリーカーニバル2016                                        | 滋賀県大津市・びわこ競艇場                                    |                                                                |
| 8月2日   | 愛踊祭2016～あいどるまつり～ エリア代表決定戦                   | 大阪府泉南市・イオンモールりんくう泉南                        | 関西エリア第1位                                                |
| 8月7日   | EAT THE ROCK 2016                                               | 滋賀県竜王町・総合運動公園内「ドラゴンハット」                |                                                                |
| 8月20日  | 第7回びわこキッズダンスフェスティバル2016 予選大会STAGE-2       | 滋賀県大津市・フォレオ大津一里山                              | 草津市公認キャラクター「たび丸」＆『フルーレット』がコラボ出演 |
| 8月20日  | 第29回かさやまふれあい夏まつり                                  | 滋賀県草津市・笠山ふれあい広場                                |                                                                |
| 8月27日  | 第1回大阪定例ライブ                                             | 大阪府大阪市・MBS毎日放送本社ビル1階 ちゃやまちプラザステージ |                                                                |
| 8月28日  | サマーライブ2016 in VIVACITY                                    | 滋賀県彦根市・ビバシティ彦根2階 ビバシティホール              |                                                                |
| 9月10日  | 愛踊祭2016～あいどるまつり～ 決勝大会                           | 東京都・TOKYO DOME CITY HALL                                  |                                                                |
| 9月18日  | D’×YAMATOKORIYAMA SPECIAL LIVE Vol.5                            | 奈良県大和郡山市・イオンモール大和郡山                        |                                                                |
| 9月22日  | 第2回大阪定例ライブ                                             | 大阪府大阪市・MBS毎日放送本社ビル1階 ちゃやまちプラザステージ |                                                                |
| 9月25日  | フラフェスタィバル inびわ湖2016                                 | 滋賀県大津市・大津港敷地内特設ステージ                        |                                                                |
| 10月2日  | 第11回滋賀定例ライブ                                            | 滋賀県守山市・ピエリ守山1階ピエリコート                       |                                                                |
| 10月9日  | Wonder Idol Land vol.6                                          | 奈良県橿原市・奈良県橿原文化会館小ホール                      |                                                                |
| 10月15日 | 第1回滋賀県交通安全フェア                                       | 滋賀県竜王町・総合運動公園内 ドラゴンハット                   |                                                                |
| 10月23日 | 滋賀けんせつみらいフェスタ2016                                  | 滋賀県大津市・大津港業務用地                                  |                                                                |
| 10月29日 | 第3回大阪定例ライブ                                             | 大阪府大阪市・MBS毎日放送本社ビル1階 ちゃやまちプラザステージ |                                                                |
| 10月30日 | 滋賀医科大学第42回若鮎祭                                        | 滋賀医科大学                                                  |                                                                |
| 11月3日  | インストアライブ                                                | 三重県松阪市・松阪ショッピングセンター マーム                 |                                                                |
| 11月6日  | 滋賀第12回定例ライブ                                            | 滋賀県守山市・ピエリ守山 ピエリコート                         |                                                                |
| 11月19日 | Hori♀Holi～Horie Girls Holiday～アイドルSP                      | 大阪府大阪市・南堀江ビレボア                                  |                                                                |
| 11月20日 | 第4回大阪定例ライブ                                             | 大阪府大阪市・MBS毎日放送本社ビル1階 ちゃやまちプラザステージ | ゲスト出演 C-Style                                             |
| 11月27日 | Wonder Idol Land vol.7                                          | 大阪府堺市・ライブハウス堺 club massive                       |                                                                |
| 12月3日  | 〜滋賀アイドル3チーム最後の競演〜「近江アイドルウインター祭り」 | 滋賀県彦根市・COCOZA                                          |                                                                |
| 12月4日  | 第6回みなくさまつり                                             | 滋賀県草津市・JR南草津駅 西口付近 特設会場                    |                                                                |
| 12月10日 | 滋賀第13回定例ライブ                                            | 滋賀県守山市・ピエリ守山 ピエリコート                         |                                                                |
| 12月11日 | 大阪らりあっと7                                                 | 大阪府大阪市・club joule                                      | ET-KING主催                                                    |
| 12月17日 | 彦根歯科医師会クリスマスイベント                                | 滋賀県彦根市・ホテルサンルート彦根                            | 彦根歯科医師会主催                                             |
| 12月18日 | 第5回大阪定例ライブ                                             | 大阪府大阪市・MBS毎日放送本社ビル1階 ちゃやまちプラザステージ |                                                                |
| 12月23日 | びわ湖放送「キラりん滋賀」                                      | 滋賀県大津市・びわ湖放送                                      | びわ湖放送                                                     |
| 12月25日 | 年末の交通安全県民運動に向けた交通安全啓発                      | 滋賀県彦根市・名神高速道路下り線 多賀サービスエリア           |                                                                |

### 2017年
| 日付        | 公演・イベント名                                                                                | 会場                                                               | 備考                                                                          |
| ----------- | ----------------------------------------------------------------------------------------------- | ------------------------------------------------------------------ | ----------------------------------------------------------------------------- |
| 1月28日     | 第6回大阪定例ライブ                                                                             | 大阪府大阪市・MBS毎日放送本社ビル1階 ちゃやまちプラザステージ      |                                                                               |
| 2月14日     | NEC presents MBSラジオ公開録音「関西アイドルバレンタインLIVE」                                  | 大阪府大阪市・MBS毎日放送本社ビル1階 ちゃやまちプラザステージ      | 「お願いパティシエ」を初披露                                                  |
| 2月26日     | 第7回大阪定例ライブ                                                                             | 大阪府大阪市・MBS毎日放送本社ビル1階 ちゃやまちプラザステージ      | ゲスト出演 ★STARS                                                             |
| 3月5日      | 第14回滋賀定例ライブ                                                                            | 滋賀県守山市・ピエリ守山1階ピエリコート                            |                                                                               |
| 3月20日     | 第8回大阪定例ライブ                                                                             | 大阪府大阪市・MBS毎日放送本社ビル1階 ちゃやまちプラザステージ      | 「刹那Forever」を初披露                                                       |
| 3月26日     | Hori♀Holi～Horie Girls Holiday～#4                                                              | 大阪府大阪市・南堀江ビレボア                                       |                                                                               |
| 4月2日      | スプリングアイドルフェスタ2017                                                                  | 滋賀県大津市・菱屋町商店街＆丸屋町商店街                           |                                                                               |
| 4月9日      | 「TIF2017全国選抜LIVE powered by ニッポン放送」近畿ブロック最終選考ライブ                       | 大阪府大阪市・あべのキューズモール4階 ROCKTOWN                     | 優勝                                                                          |
| 4月15日     | 「第4回アイドルソロクイーンコンテスト」中部地区予選                                             | 愛知県名古屋市・名古屋市北文化小劇場ホール                         | 予選Aブロック那須雅 3位、予選Bブロック辻梨央 1位、予選Cブロック外川ひば里 1位 |
| 4月16日     | 近江アイドルスプリング祭り2017                                                                  | 滋賀県大津市・U★STONE                                              |                                                                               |
| 4月22日     | 『フルーレット』ニューシングル発売記念イベント                                                  | 兵庫県神戸市・ミント神戸2階デッキ特設ステージ                      |                                                                               |
| 4月23日     | 第9回大阪定例ライブ                                                                             | 大阪府大阪市・MBS毎日放送本社ビル1階 ちゃやまちプラザステージ      |                                                                               |
| 4月29日     | 「西田☆春のイカ祭り」～西田早希新オリジナル曲初お披露目～」                                     | 大阪府大阪市・日本橋Pollux Theater                                 | 西田早希ソロ活動1周年企画                                                     |
| 5月3日      | アピアのアイドル祭                                                                              | 滋賀県東近江市・アピア八日市4階 アピアホール                       |                                                                               |
| 5月5日      | フルーレット×AEON ちょこまかこどもの日ライブ♬                                                   | 滋賀県長浜市・イオン長浜店 2階専門店側催事場                       |                                                                               |
| 5月6日      | 「第4回アイドルソロクイーンコンテスト」準々決勝                                                 | 東京都渋谷区・渋谷さくらホール                                     | 辻梨央、外川ひば里、那須雅、竹村凛が出場                                      |
| 5月7日      | 「第4回アイドルソロクイーンコンテスト」準決勝                                                   | 東京都渋谷区・渋谷さくらホール                                     | 辻梨央、那須雅、竹村凛が出場                                                  |
| 5月13、14日 | チャリウッド2017                                                                                | 大阪府大阪市・NU茶屋町1階 特設ステージ                             | 毎日放送主催、音楽ライブ出演・辻梨央、外川ひば里が華の学ランウェイに出演      |
| 5月28日     | 第10回大阪定例ライブ                                                                            | 大阪府大阪市・MBS毎日放送本社ビル1階 ちゃやまちプラザステージ      |                                                                               |
| 6月4日      | 関西アイドル熱射祭！〜梅雨なんかぶっ飛ばせ〜                                                    | 大阪府大阪市・長堀WAXX                                             |                                                                               |
| 6月11日     | 滋賀大学 開学祭                                                                                 | 滋賀大学 大津キャンパス構内                                        |                                                                               |
| 6月18日     | Kira★Pon Shiga vol.7                                                                            | 滋賀県日野町・ブルーメの丘                                         |                                                                               |
| 6月25日     | 第11回大阪定例ライブ                                                                            | 大阪府大阪市・MBS毎日放送本社ビル1階 ちゃやまちプラザステージ      |                                                                               |
| 6月27日     | 「IDOL FILE Vol.03」発売記念「KANSAI IDOL QUEEN 2017」トーク＆サイン会                          | 大阪府大阪市・タワーレコードNU茶屋町店                             | 清水満月が出演                                                                |
| 7月1日      | 大阪福島の陣                                                                                    | 大阪府大阪市・LIVE SQUARE 2nd LINE                                 |                                                                               |
| 7月2日      | TOKYO IDOL FESTIVAL 2017 SMILE GARDENライブ＆リゼクリニックPRモデル出演権獲得コンテスト決勝大会 | 東京都千代田区・TwinBox AKIHABARA                                  |                                                                               |
| 7月9日      | Biwako Mermaid Festival vol.1                                                                   | 滋賀県大津市・U★STONE                                              |                                                                               |
| 7月18日     | 第12回大阪定例ライブ                                                                            | 大阪府大阪市・MBS毎日放送本社ビル1階 ちゃやまちプラザステージ      | ゲスト出演 feelNEO                                                            |
| 7月22日     | びわ湖ヨシ松明まつり2017 KUSATSUフェスタ                                                        | 滋賀県草津市・草津市烏丸半島内                                     |                                                                               |
| 8月5、6日   | TOKYO IDOL FESTIVAL 2017                                                                        | 東京都港区・お台場・青海周辺エリア                                 | フジテレビ                                                                    |
| 8月8日      | 愛踊祭2017～あいどるまつり～ エリア代表決定戦                                                   | 大阪府泉南市・イオンモールりんくう泉南                             | テレビ朝日ミュージック主催、関西エリア第1位。                                 |
| 8月12日     | 汐留ロコドル甲子園2017 準決勝                                                                   | 東京都港区・メアリと魔女の花ステージ（日本テレビタワー大屋根広場） | 第1位                                                                         |
| 8月20日     | 第13回大阪定例ライブ                                                                            | 大阪府大阪市・MBS毎日放送本社ビル1階 ちゃやまちプラザステージ      |                                                                               |
| 8月24日     | たび丸誕生祭                                                                                    | 滋賀県草津市・エイスクエア アヤカ広場                              | 滋賀県草津市広報課主催                                                        |
| 8月26日     | 汐留ロコドル甲子園2017 決勝戦                                                                   | 東京都港区・メアリと魔女の花ステージ（日本テレビタワー大屋根広場） | 優勝                                                                          |
| 9月2日      | 愛踊祭2017～あいどるまつり～ 決勝大会                                                           | 東京都・TOKYO DOME CITY HALL                                       | テレビ朝日ミュージック主催                                                    |
| 9月9日      | D’×AnimalBeast presents 集え！Animal Park!!@イオンモール名古屋茶屋                              | 愛知県名古屋市・イオンモール名古屋茶屋                             |                                                                               |
| 9月16日     | たび丸「中山道の旅」壮行会＆ゆるキャラＧＰ投票促進イベント2017                                  | 滋賀県草津市・イオンモール草津 1階セントラルコート                 | 滋賀県草津市広報課主催                                                        |
| 9月17日     | 第31回 大津矯正展 in 滋賀刑務所                                                                 | 滋賀県大津市・滋賀刑務所                                           |                                                                               |
| 9月18日     | Biwako Mermaid Festival vol.2                                                                   | 滋賀県大津市・U★STONE                                              |                                                                               |
| 9月23日     | 日本一ロコドル祭り in うめきたガーデンⅡ                                                         | 大阪府大阪市・うめきたガーデン                                     | 産経新聞社主催                                                                |
| 9月24日     | 第14回大阪定例ライブ                                                                            | 大阪府大阪市・MBS毎日放送本社ビル1階 ちゃやまちプラザステージ      |                                                                               |
| 9月30日     | 「東近江警察署×ブルーメの丘」合同イベント                                                       | 滋賀県日野町・ブルーメの丘                                         | 一日園長                                                                      |
| 10月1日     | LOVE&PEACE in Animal Park～一人一人の力で世界を救う～                                           | 大阪府大阪市・OSAKA CITY AIR TERMINAL ポンテ広場                   |                                                                               |
| 10月8日     | 第15回大阪定例ライブ                                                                            | 大阪府大阪市・MBS毎日放送本社ビル1階 ちゃやまちプラザステージ      | ゲスト出演 ケミカル⇄リアクション                                              |
| 10月9日     | 全国地域安全運動オープニングイベント～なくそう犯罪！甲賀湖南を安全なまちに！～                  | 滋賀県甲賀市・アルプラザ水口                                       | 中村天音が滋賀県警甲賀警察署の1日署長                                         |
| 10月28日    | あいの祭2017                                                                                    | 大阪府茨木市・藍野大学                                             | 藍野学院（藍野大学・短大・高校・専門学校合同）学園祭                          |
| 10月28日    | 城北祭2017                                                                                      | 大阪府大阪市・大阪工業大学                                         | 大阪工業大学 大宮キャンパス 学園祭                                            |
| 10月31日    | 関西アイドルマラソン秋の陣＜出陣式＞                                                            | 大阪府大阪市・あべのキューズモール4階 ROCKTOWN                     | 「関西アイドルマラソン秋の陣」記念ライブ                                      |
| 11月5日     | 第16回大阪定例ライブ                                                                            | 大阪府大阪市・MBS毎日放送本社ビル1階 ちゃやまちプラザステージ      |                                                                               |
| 11月12日    | ブルーメアイドルウェーブ vol.5                                                                  | 滋賀県日野町・ブルーメの丘                                         |                                                                               |
| 11月19日    | 第7回みなくさまつり                                                                             | 滋賀県草津市・JR南草津駅 西口付近 特設会場                         |                                                                               |
| 11月23日    | 第4回岐阜アイドルフェスティバル2017                                                             | 岐阜県岐阜市・JR岐阜駅北口 信長ゆめ広場                            |                                                                               |
| 11月25日    | 関西アイドルマラソン 秋の陣 スペシャルトークショー                                              | 大阪府大阪市・インテックス大阪                                     | 辻梨央 出演                                                                   |
| 11月26日    | 大阪マラソン2017                                                                                | 大阪府大阪市                                                       | 辻梨央 出場、大阪陸上競技協会主催。42.195kmを4時間43分51秒で完走              |
| 12月3日     | 第17回大阪定例ライブ                                                                            | 大阪府大阪市・MBS毎日放送本社ビル1階 ちゃやまちプラザステージ      |                                                                               |
| 12月17日    | イオン長浜店 presents♡フルーレットX’masライブ♡                                                  | 滋賀県長浜市・イオン長浜店2階専門店側催事場                        |                                                                               |
| 12月23日    | Biwako Mermaid Festival vol.3                                                                   | 滋賀県大津市・U★STONE                                              |                                                                               |
| 12月24日    | フルーレットX’masライブ2017 inビバシティ彦根                                                    | 滋賀県彦根市ビバシティ彦根2階 Viva City Hall                       | 千代鈴夏卒業、涼賀あかりステージデビュー                                      |
| 12月26日    | ネット番組・ふじすて××                                                                          | 大阪府大阪市・京橋グランドスペース                                 | -                                                                             |

### 2018年
| 日付      | 公演・イベント名                                                                                         | 会場                                                                                  | 備考 |
| --------- | --- | ------------------------------------------------------------------------------------- | --- |
| 1月7日    | 第18回大阪定例ライブ                                                                                     | 大阪府大阪市・MBS毎日放送本社ビル1階 ちゃやまちプラザステージ                         | |
| 1月14日   | ボートレースびわこ【ファン感謝3Days】                                                                    | 滋賀県大津市・ボートレースびわこ                                                      | |
| 1月21日   | NAGOYAロコドルミュージアム +LIVE in BM STUDIO                                                            | 愛知県名古屋市・イオンモール名古屋みなと3階 BM STUDIO                                 | |
| 2月11日   | 第19回大阪定例ライブ                                                                                     | 大阪府大阪市・MBS毎日放送本社ビル1階 ちゃやまちプラザステージ                         | |
| 3月4日    | 第20回大阪定例ライブ（20回記念「四季～春夏秋冬～」）                                                     | 大阪府大阪市・MBS毎日放送本社ビル1階 ちゃやまちプラザステージ                         | |
| 3月10日   | でんぱ組.inc Road To 愛踊祭2018 ～ 全世界IDOL応援PROJECT ～                                              | 大阪府大阪市・BIG CAT                                                                 | 「未完成ガールズ」を初披露                                                                                        |
| 4月8日    | 「TIF2018全国選抜LIVE powered by ニッポン放送」近畿ブロック最終選考ライブ                                | 大阪府大阪市・あべのキューズモール4階 ROCKTOWN                                        | 優勝 |
| 4月14日   | 第1回名古屋定例ライブ                                                                                    | 愛知県名古屋市・イオンモール名古屋みなと1階 ワールドコート                            | 「サンバing」を初披露                                                                                             |
| 4月15日   | 第21回大阪定例ライブ                                                                                     | 大阪府大阪市・MBS毎日放送本社ビル1階 ちゃやまちプラザステージ                         | |
| 4月21日   | 第5回アイドルソロクイーンコンテスト 関西地区予選                                                         | 大阪府大阪市・東成区民センター小ホール                                                | 予選Aブロック辻梨央1位、赤田陽菜3位、予選Bブロック涼賀あかり1位、予選Cブロック清水満月4位、予選Dブロック那須雅1位 |
| 4月22日   | ももクロ春の一大事2018 in東近江市 SFP-しがフレンドパーク-                                                | 滋賀県東近江市・布引運動公園陸上競技場                                                | |
| 4月28日   | NARA MINARA IDOL FES Vol.1                                                                               | 奈良県奈良市・ミ・ナーラ                                                              | |
| 4月29日   | 第50回 草津宿場まつり～新たなる時の出逢い～                                                              | 滋賀県草津市・JR草津駅周辺                                                            | |
| 4月30日   | NARA MINARA IDOL FES Vol.1                                                                               | 奈良県奈良市・ミ・ナーラ                                                              | |
| 5月4日    | 第5回アイドルソロクイーンコンテスト 準々決勝                                                             | 東京都中野区・なかのZERO小ホール                                                      | 辻梨央、涼賀あかり、那須雅、赤田陽菜が出場                                                                        |
| 5月5日    | 第5回アイドルソロクイーンコンテスト 準決勝・決勝                                                         | 東京都渋谷区・渋谷さくらホール                                                        | 辻梨央、那須雅、赤田陽菜が出場                                                                                    |
| 5月12日   | 第2回名古屋定例ライブ                                                                                    | 愛知県名古屋市・イオンモール名古屋みなと3階 BMスタジオ                                | |
| 5月13日   | チャリウッド2018                                                                                         | 大阪府大阪市・梅田茶屋町一帯                                                          | |
| 5月20日   | 第22回大阪定例ライブ                                                                                     | 大阪府大阪市・MBS毎日放送本社ビル1階 ちゃやまちプラザステージ                         | |
| 5月26日   | 『フルーレット』イオンモール草津ふれあいライブ                                                           | 滋賀県草津市・イオンモール草津1階 セントラルコート                                    | |
| 6月2日    | 『フルーレット』ブルーメの丘ライブ                                                                       | 滋賀県日野町・ブルーメの丘 はなのエリア                                               | |
| 6月9日    | 第3回名古屋定例ライブ                                                                                    | 愛知県名古屋市・イオンモール名古屋みなと1階 フォールコート                            | |
| 6月10日   | FLEURETTE ASQARE JUNE LIVE                                                                               | 滋賀県草津市・エイスクエア アヤカ広場イベントステージ                                 | |
| 6月24日   | 第23回大阪定例ライブ                                                                                     | 大阪府大阪市・MBS毎日放送本社ビル1階 ちゃやまちプラザステージ                         | ゲスト出演 feelNEO                                                                                                |
| 6月30日   | ガールズ競輪PRイベント in イオンモール大和郡山                                                           | 奈良県大和郡山市・イオンモール大和郡山1階 北小路コート                                | |
| 7月14日   | フルーレット名古屋ライブ＆8th single「未完成ガールズ／サンバing」発売記念・1st album「remake」予約特典会 | 愛知県名古屋市・イオンモールナゴヤドーム前1階 セントラルコート                        | |
| 7月16日   | 第24回大阪定例ライブ                                                                                     | 大阪府大阪市・MBS毎日放送本社ビル1階 ちゃやまちプラザステージ                         | |
| 7月31日   | 愛踊祭2018 関西エリア代表決定戦                                                                          | 大阪府大阪市・大阪府立男女共同参画青少年センター・ホール                              | 優勝 |
| 8月4、5日 | TOKYO IDOL FESTIVAL 2018                                                                                 | 東京都港区・お台場・青海周辺エリア                                                    | フジテレビ主催 |
| 8月9日    | セキスイ納涼祭2018                                                                                       | 滋賀県甲賀市・積水化学工業（株）滋賀工場                                              | |
| 8月12日   | 渋谷伝承ホールアイドルパレード                                                                           | 東京都渋谷区・渋谷区文化総合センター大和田6階 渋谷伝承ホール                          | |
| 8月12日   | ミュージックパークin半蔵門                                                                               | 東京都千代田区・TOKYO FM HALL                                                         | 主催・企画：ポニーキャニオン／ジ・ズー、制作・運営：AquaFactory、協力：フレンド滋賀                               |
| 8月18日   | HIMEJI SONIC 2018                                                                                        | 兵庫県姫路市・キャッスルガーデン北広場ステージ、イーグレひめじ3階「あいめっせホール」 | |
| 8月19日   | 第25回大阪定例ライブ                                                                                     | 大阪府大阪市・MBS毎日放送本社ビル1階 ちゃやまちプラザステージ                         | |
| 9月1日    | 第4回名古屋定例ライブ                                                                                    | 愛知県名古屋市・イオンモール名古屋みなと1階 ワールドコート                            | |
| 9月8日    | 愛踊祭2018～あいどるまつり～ 決勝大会                                                                    | 東京都・TOKYO DOME CITY HALL                                                          | テレビ朝日ミュージック主催                                                                                        |
| 9月15日   | 第32回 大津矯正展 in 滋賀刑務所                                                                          | 滋賀県大津市・滋賀刑務所                                                              | |
| 9月16日   | 第26回大阪定例ライブ                                                                                     | 大阪府大阪市・MBS毎日放送本社ビル1階 ちゃやまちプラザステージ                         | |
| 9月22日   | 全国交通安全運動イベント                                                                                 | 滋賀県草津市・エイスクエア アヤカ広場イベントステージ                                 | 滋賀県草津警察署主催                                                                                              |
| 10月6日   | ピンクリボンキャンペーンinイオンモール草津2018                                                           | 滋賀県草津市・イオンモール草津1階 セントラルコート                                    | |
| 10月6日   | ビワコレ フェスティバル                                                                                  | 滋賀県草津市・イオンモール草津 スポーツ＆レジャー棟前駐車場特設ステージ               | |
| 10月7日   | 第27回大阪定例ライブ                                                                                     | 大阪府大阪市・MBS毎日放送本社ビル1階 ちゃやまちプラザステージ                         | |
| 10月13日  | 第3回 中スポ音楽祭                                                                                       | 愛知県名古屋市・NAGOYA ReNY Limited                                                   | |
| 10月21日  | 第26回 能登川ふれあいフェア2018                                                                          | 滋賀県東近江市・ふれあい運動公園                                                      | |
| 10月28日  | 第46回 日本橋・京橋まつり 〜大江戸活粋パレード〜                                                         | 東京都中央区・日本橋、京橋エリア                                                      | 「Goshu Ondo～To the shining future～（江州音頭～輝く未来へ～）」初披露                                           |
| 11月3日   | HUGPRO OKAYAMA IDOL FES                                                                                  | 岡山県岡山市・岡山市民会館                                                            | |
| 11月10日  | M!Nara girls live                                                                                        | 奈良県奈良市・ミ・ナーラ                                                              | |
| 11月18日  | 第8回みなくさまつり                                                                                      | 滋賀県草津市・JR南草津駅 西口付近 特設会場                                            | |
| 11月24日  | U.M.Uアワード2018                                                                                        | 東京都渋谷区・SOUND MUSIUM VISION                                                     | |
| 12月1日   | 年末飲酒運転撲滅啓発活動イベント                                                                         | 滋賀県草津市・近鉄百貨店 草津店 4階催事場                                             | 滋賀県警草津警察署主催                                                                                            |
| 12月2日   | アイドルRUSH!!〜DAY〜part220                                                                             | 大阪府大阪市・日本橋Pollux Theater                                                    | |
| 12月2日   | 17-year-old special winter（17歳 特別な冬）〜フルーレット岡田莉那 生誕祭〜＠日本橋Pollux Theater         | 大阪府大阪市・日本橋Pollux Theater                                                    | |
| 12月9日   | M!Nara girls live vol.2                                                                                  | 奈良県奈良市・ミ・ナーラ                                                              | |
| 12月23日  | 第2回アイドルベストシンガーコンテスト                                                                    | 東京都北区・王子つつじホール                                                          | - |

### 2019年
| 日付        | 公演・イベント名                                                                 | 会場                                                                      | 備考                             |
| ----------- | -------------------------------------------------------------------------------- | ------------------------------------------------------------------------- | -------------------------------- |
| 1月6日      | フルーレット9thシングル「Goshu Ondo～輝く未来へ～／フルパっ！」発売記念イベント  | 大阪府高槻市・西武高槻店                                                  |                                  |
| 1月12日     | フルーレット9thシングル「Goshu Ondo～輝く未来へ～／フルパっ！」発売記念イベント  | 大阪大阪市・HMVグランフロント大阪 店内イベントスペース                    |                                  |
| 1月13日     | GIRLS MUSIC SQUARE @M.I.D                                                        | 愛知県名古屋市・名古屋LIVE HALL M.I.D                                     |                                  |
| 1月19日     | フルーレット9thシングル「Goshu Ondo～輝く未来へ～／フルパっ！」発売記念イベント  | 大阪大阪市・もりのみやキューズモールBASE 1階BASEパーク                    |                                  |
| 1月26日     | 『フルーレット』第28回大阪定例ライブ                                             | 大阪大阪市・大阪府大阪市・MBS毎日放送本社ビル1階 ちゃやまちプラザステージ | ゲスト出演 ケミカル⇄リアクション |
| 2月11日     | 『フルーレット』第29回大阪定例ライブ                                             | 大阪大阪市・大阪府大阪市・MBS毎日放送本社ビル1階 ちゃやまちプラザステージ |                                  |
| 2月24日     | M!Nara girls live vol.4                                                          | 奈良県奈良市・ミ・ナーラ                                                  |                                  |
| 3月2日      | ミュージックパーク ～Girls＆Music Theater～                                      | 東京都渋谷区・渋谷ストリームホール                                        |                                  |
| 3月2日      | フルーレット9thシングル「Goshu Ondo ～輝く未来へ～／フルパっ！」発売記念イベント | 東京都千代田区・エンタバアキバ by WonderGOO / SHINSEIDO                   |                                  |
| 3月2日      | 東京アイドル劇場                                                                 | 東京都品川区・品川 J-SQUARE                                               |                                  |
| 3月21日     | 『フルーレット』第30回記念大阪定例ライブ                                         | 大阪大阪市・大阪府大阪市・MBS毎日放送本社ビル1階 ちゃやまちプラザステージ |                                  |
| 3月30日     | GIRLS MUSIC SQUARE @M.I.D                                                        | 愛知県名古屋市・名古屋LIVE HALL M.I.D                                     |                                  |
| 4月6日      | RINGOMUSUME SHIPMENTLIVE TOUR 2019 ～101回目の桜～                               | 大阪府大阪市・心斎橋CONPASS                                               | りんご娘全国ツアー 大阪公演      |
| 4月13日     | IDOL Pop’n Party                                                                 | 東京都渋谷区・渋谷CLUB CRAWL                                              |                                  |
| 4月13日     | LIVEプラス@渋谷ジーカンズ                                                        | 東京都渋谷区・ドクタージーカンズ                                          |                                  |
| 4月13日     | 渋谷アイドル劇場                                                                 | 東京都渋谷区・シダックスカルチャーホールA                                 |                                  |
| 4月20日     | 『フルーレット』第31回大阪定例ライブ                                             | 大阪大阪市・MBS毎日放送本社ビル1階 ちゃやまちプラザステージ               |                                  |
| 4月27日     | Fleurette Live Stage                                                             | 京都府城陽市・アル・プラザ城陽 1階 プラムコート                           | アル・プラザ城陽プレゼンツ       |
| 5月4日      | バシフェスpresentsミニフェス                                                     | 東京都千代田区・TOKYO FM HALL                                             |                                  |
| 5月4日      | Destination〜vol.10〜                                                            | 東京都中央区・ヤマハ銀座スタジオ                                          |                                  |
| 5月5日      | ZOLODIAC-ゾロディアック- Taurus.1                                                | 東京都渋谷区・渋谷club asia                                               |                                  |
| 5月5日      | Pop’n Party                                                                      | 東京都渋谷区・duo MUSIC EXCHANGE                                          |                                  |
| 5月5日      | LIVEプラス@渋谷Glad                                                              | 東京都渋谷区・渋谷Glad                                                    |                                  |
| 5月11日     | チャリウッド2019                                                                 | 大阪府大阪市・梅田茶屋町一帯                                              |                                  |
| 5月12日     | チャリウッド2019                                                                 | 大阪府大阪市・梅田茶屋町一帯                                              |                                  |
| 5月18日     | フルーレット 5th anniversary LIVE                                                | 滋賀県草津市・草津市立水生植物公園みずの森 映像ホール                     |                                  |
| 5月19日     | 第9回三井寺千団子まつり芸能祭                                                    | 滋賀県大津市・三井寺                                                      |                                  |
| 5月25日     | 『フルーレット』第32回大阪定例ライブ                                             | 大阪大阪市・MBS毎日放送本社ビル1階 ちゃやまちプラザステージ               |                                  |
| 6月2日      | 第3回日本の民謡・踊りの祭典                                                      | 滋賀県大津市・三井寺                                                      |                                  |
| 6月15日     | IDOL CONTENT EXPO @新木場STUDIO COAST ～Summer Premium Live～                    | 東京都江東区・新木場STUDIO COAST                                          |                                  |
| 6月15日     | Pop’n Party                                                                      | 東京都渋谷区・TOKYO FMホール                                              |                                  |
| 6月22日     | 『フルーレット』第33回大阪定例ライブ                                             | 大阪大阪市・MBS毎日放送本社ビル1階 ちゃやまちプラザステージ               | 「勿忘草」初披露                 |
| 6月29日     | SAKURA Blosso! in AQUA21                                                         | 滋賀県近江八幡市・AQUA21 センターコート                                   |                                  |
| 7月29日     | SAKURA Blosso! in イオンモール高の原                                             | 京都府木津市・イオンモール高の原                                          |                                  |
| 7月13日     | 『フルーレット』第34回大阪定例ライブ                                             | 大阪大阪市・MBS毎日放送本社ビル1階 ちゃやまちプラザステージ               | 「ブルースター」初披露           |
| 7月20日     | Beautiful Harmony                                                                | 東京都港区・SELENE b2                                                     |                                  |
| 7月20日     | IDOL Pop’n Party                                                                 | 東京都渋谷区・TSUTAYA O-Crest                                             |                                  |
| 7月20日     | Fleurette「勿忘草 / ブルースター」インストアイベント                             | 東京都千代田区・ソフマップAKIBA①号店 サブカル・モバイル館8F               |                                  |
| 7月27日     | アピア八日市インストアライブ                                                     | 滋賀県八日市市・アピア八日市                                              |                                  |
| 7月28日     | びわ湖大津マザレ祭り2019                                                         | 滋賀県大津市・大津港 特設会場                                             |                                  |
| 8月3、4日   | TOKYO IDOL FESTIVAL 2019                                                         | 東京都港区・お台場・青海周辺エリア                                        | フジテレビ主催                   |
| 8月10日     | GIRLS ADVANCE vol.2                                                              | 京都府宮津市・みやづ歴史の館                                              |                                  |
| 8月11、12日 | ドラゴン クイーンズ フェスティバル ～竜王アイドル夏祭り2019～                    | 滋賀県蒲生郡・竜王町総合運動公園                                          |                                  |
| 8月18日     | ようこそ‼︎ワンガン夏祭り THE ODAIBA 2019 アナvsアイドルカラオケ対決‼︎              | 東京都港区・フジテレビ本社屋 THE ODAIBA マイナビステージ                  | 涼賀あかり 出演                  |
| 8月18日     | ようこそ‼︎ワンガン夏祭り THE ODAIBA 2019 真夏のアイドルライブ                     | 東京都港区・フジテレビ本社屋 THE ODAIBA マイナビステージ                  |                                  |
| 8月18日     | 日テレ 超☆汐留パラダイス                                                         | 東京都港区・日本テレビB2F パラダイスラグビーステージ                      |                                  |
| 8月18日     | IDOL Pop’n Party                                                                 | 東京都千代田区・TOKYO FMホール                                            |                                  |
| 8月24日     | 『フルーレット』第35回大阪定例ライブ                                             | 大阪府大阪市・MBS毎日放送本社ビル1階 ちゃやまちプラザステージ             |                                  |
| 9月1日      | Girls Face in OSAKA～1COIN SP!! “Day1”～                                         | 大阪府吹田市・ESAKA MUSE                                                  |                                  |
| 9月7日      | 大阪府大阪市・MBS毎日放送本社ビル1階 ちゃやまちプラザステージ                    | ちゃやまちプラザ＆フレンド滋賀presents                                    |                                  |
| 9月14日     | 滋賀県大津市・滋賀刑務所                                                         |                                                                           |                                  |
| 9月15日     | 滋賀県大津市・サンシャインビーチ                                                 |                                                                           |                                  |
| 9月21日     | 滋賀県大津市・滋賀労働総合庁舎                                                   | 滋賀労働局＆びわ湖放送主催                                                |                                  |
| 9月22日     | 『フルーレット』第36回大阪定例ライブ                                             | 大阪府大阪市・MBS毎日放送本社ビル1階 ちゃやまちプラザステージ             |                                  |
| 9月28日     | LIVEプラス＠渋谷Glad                                                             | 東京都渋谷区・渋谷Glad                                                    |                                  |
| 9月28日     | POP IN FESTIVAL                                                                  | 東京都武蔵野市・吉祥寺CLUB SEATA                                          |                                  |
| 10月6日     | 『フルーレット』第37回大阪定例ライブ                                             | 大阪府大阪市・MBS毎日放送本社ビル1階 ちゃやまちプラザステージ             |                                  |
| 10月13日    | NARA D-SONIC                                                                     | 奈良県奈良市・平城宮跡 遣唐使船前ステージ                                 |                                  |
| 10月20日    | 第27回 能登川ふれあいフェア2019                                                  | 滋賀県東近江市・ふれあい運動公園                                          |                                  |
| 10月26日    | AKIBA GIRLS MEETING!!                                                            | 東京都千代田区・TwinboxAKIHABARA                                          |                                  |
| 10月26日    | TopYell NEO Fes!!! ROPPONGI                                                      | 東京都港区・ポニーキャニオン3Fイベントスペース                            |                                  |
| 11月3日     | スペース ロボット コンテスト（第16回全国大会2019ジャパンオープン）               | 滋賀県大津市・滋賀県立体育館（ウカルちゃんアリーナ）                      |                                  |
| 11月4日     | ハイパー音楽祭                                                                   | 大阪府大阪市・日本橋マドリガルカフェ                                      |                                  |
| 11月9日     | 『フルーレット』第38回大阪定例ライブ                                             | 大阪府大阪市・MBS毎日放送本社ビル1階 ちゃやまちプラザステージ             |                                  |
| 11月17日    | 第9回みなくさまつり                                                              | 滋賀県草津市・JR南草津駅 西口付近 特設会場                                |                                  |
| 11月23日    | 第20回滋賀県中小企業青年中央会まつり びわこフェスタ2019                          | 滋賀県大津市・大津業務用地                                                |                                  |
| 12月1日     | アイドルドランカー in 名古屋                                                     | 愛知県名古屋市・VERSUS東海ホール                                          |                                  |
| 12月7日     | 滋賀レイクスターズ vs シーホース三河                                             | 滋賀県大津市・滋賀県立体育館（ウカルちゃんアリーナ）                      | ゲスト出演                       |
| 12月22日    | 『フルーレット』第39回大阪定例ライブ                                             | 大阪府大阪市・MBS毎日放送本社ビル1階 ちゃやまちプラザステージ             | 新曲「晴れ！咲け！」初披露       |

### 2020年
| 日付    | 公演・イベント名                                 | 会場                                                          | 備考               |
| ------- | ------------------------------------------------ | ------------------------------------------------------------- | ------------------ |
| 1月18日 | 『フルーレット』第40回大阪定例ライブ             | 大阪府大阪市・MBS毎日放送本社ビル1階 ちゃやまちプラザステージ | 新曲「月夢」初披露 |
| 1月19日 | フルーレット Winter Live 2020 in SHIGA U☆STONE   | 滋賀県大津市・U★STONE                                         |                    |
| 1月25日 | フルーレット Winter Live 2020 in PIRRIR MORIYAMA | 滋賀県守山市・ピエリ守山 ピエリコート                         |                    |
| 2月15日 | 『フルーレット』第41回大阪定例ライブ             | 大阪府大阪市・MBS毎日放送本社ビル1階 ちゃやまちプラザステージ |                    |

## 出演

### ラジオ
- 『くさつNOW』（えふえむ草津、2018年4月11日～、辻梨央、涼賀あかり、赤田陽菜）- 第2,4火曜日レギュラー出演

### CM
- 『日本赤十字社 滋賀県血液センター びわ湖草津献血ルーム』『献血キャンペーンCM』（2014年7月20日）
- 『賃貸館CM』（2014年11月23日、びわ湖放送、イオンシネマ草津）[24]
- 『賃貸館CM』（2017年3月1日、びわ湖放送、イオンシネマ草津）[25]
- 『賃貸館CM』（2017年10月1日、びわ湖放送、イオンシネマ草津）、辻梨央）

### イメージキャラクター
- 草津市立水生植物公園みずの森・八幡山ロープウェーイメージキャラクター